# Tedia abdominalis
Tedia abdominalis är en spindelart som beskrevs av Christa L. Deeleman-Reinhold 1988. Tedia abdominalis ingår i släktet Tedia och familjen ringögonspindlar. Inga underarter finns listade i Catalogue of Life.